# Votivstele eines sich selbstkrönenden Jünglings

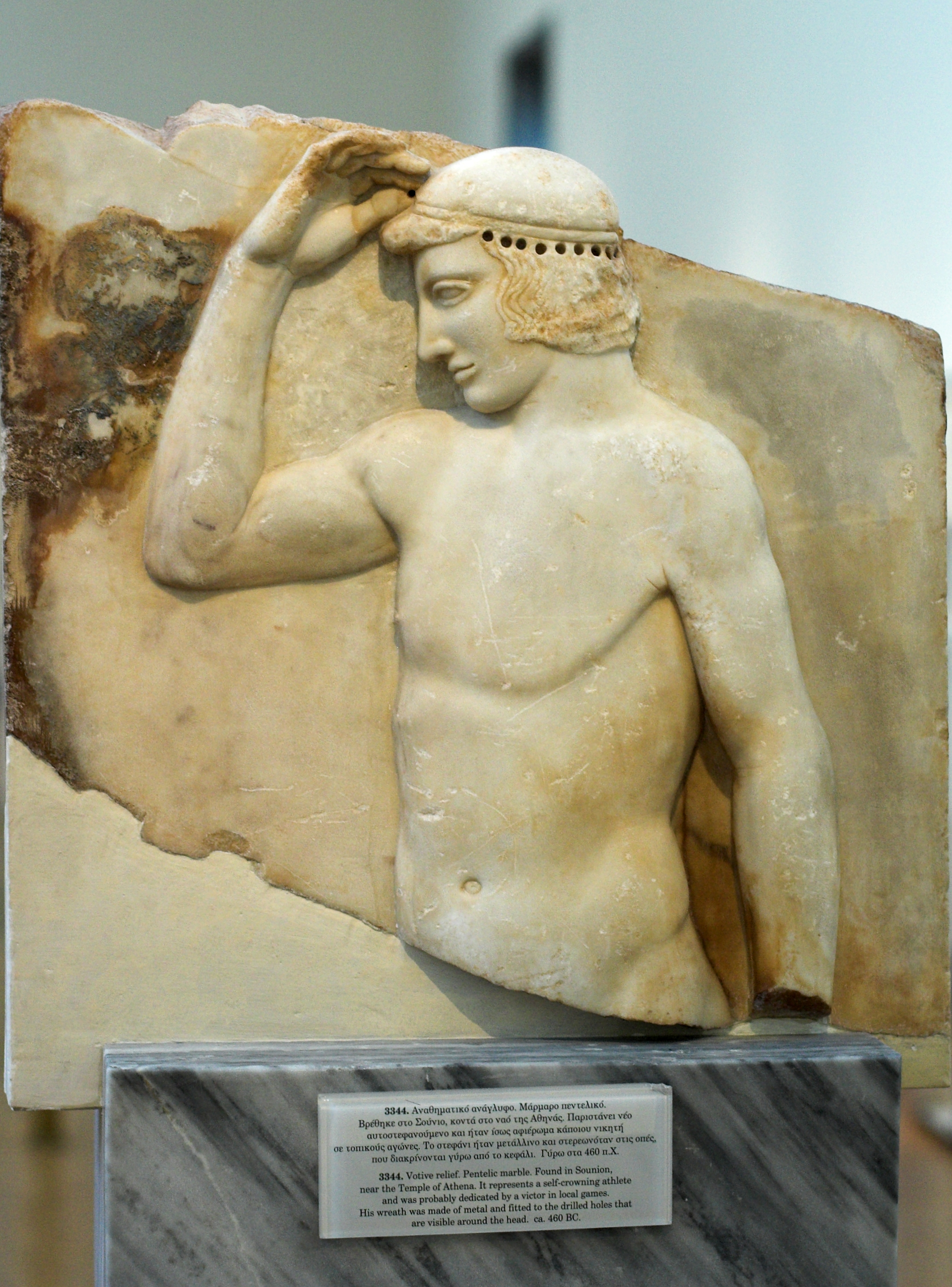
Der sich selbst bekrönende Jüngling

Die Votivstele eines sich selbstkrönenden Jünglings im Archäologischen Nationalmuseum Athen mit der Inventarnummer 3344 wird in die Zeit um das Jahr 460 v. Chr. datiert.
Von der vormaligen Votivstele ist nur mehr ein größeres Fragment erhalten. Oberhalb des Kopfes ist eine von links nach rechts abfallende Bruchstelle, ebenso an der unteren Seite auf Hüfthöhe. Auf der Stele wird ein nackter Jüngling gezeigt, der mit Kopf und Körper nach links stehend gezeigt wird. Dabei wird der Körper in einer Dreiviertel-Frontalen gezeigt, der Kopf ist ganz nach links gewendet. Der linke Arm hängt nach unten und ist leicht nach hinten gedrückt. Der rechte Arm ist erhoben und fast zu 45° angewinkelt. In der Hand hielt der Jüngling – gezeigt ist wohl ein Ephebe, ein Gymnasiast oder ein Athelet – ursprünglich einen Kranz, mit dem er sich selbst bekrönte. Der Kranz ist nicht erhalten. Vermutlich war er aus Metall gefertigt, die neun Löcher für die Befestigung sind noch erhalten. Sie sind knapp unter dem Stirnband gebohrt, mit dem der Jüngling sein Haar zusammenhält. Das Haar ist wellig und hängt in kurzen Strähnen bis zum Nacken und der Wange herab. Oberkörper und Arme wirken muskulös, obgleich der Bildhauer die Strukturen nur sparsam herausgearbeitet hat.
Erhaltene Farbreste auf der linken Seite belegen, dass der Hintergrund der Stele in der Antike blau gefasst war. Die Stele aus Pentelischem Marmor wurde 1915 beim athenischen Poseidon-Tempel am Kap Sounion gefunden. Das erhaltene Stück ist 48 Zentimeter hoch und 49,5 Zentimeter breit. Es ist eines der wenigen erhaltenen attischen Marmor-Originale das Strengen Stils.